# Amalosia
Amalosia är ett släkte av ödlor med fyra arter i familjen Diplodactylidae.
Släktets medlemmar förekommer i Australien i klippiga områden och de har vanligen en färgsättning som liknar ett kamouflage. Såvida känd kan svansen inte användas som gripverktyg och exemplaren kan inte byta färg. Dessa ödlor gömmer sig ofta i lövskiktet och två arter besöker ibland människans samhällen. Honor lägger ägg och hos en art lägger flera honor sina ägg på samma plats. En population av Amalosia rhombifer i Northern Territory är införd av människan.
Arterna är:
- Amalosia jacovae
- Amalosia lesueurii
- Amalosia obscura
- Amalosia rhombifer

IUCN listar alla arter som livskraftiga (LC).